# Dicranomyia dolerosa
Dicranomyia dolerosa är en tvåvingeart som först beskrevs av Alexander 1931.  Dicranomyia dolerosa ingår i släktet Dicranomyia och familjen småharkrankar.
Artens utbredningsområde är Venezuela. Inga underarter finns listade i Catalogue of Life.